# ساكاساما نو باتيما
ساكاساما نو پاتيما サカサマのパテマ (Sakasama no Patema "پاتيما المقلوبة") فلم أنمي خيال علمي، من كتابة وإخراج ياسوهيرو يوشيورا، عُرض في 9 نوفمبر عام 2013 بعد عرض أربع حلقات أونا عام 2012.

## القصة
بسبب تجارب العلماء، انقسم الناس لنوعين الطبيعيون جاذبيتهم في الأرض والمقلوبون جاذبيتهم في السماء.
عاش المقلوبون تحت الأرض حيث تمتد الأنفاق في كل مكان، على الرغم من أنهم يعيشون في اماكن مظلمة ومحصورة واعتادوا على ارتداء الملابس الواقية لكن يعيشوا حياة هادئة وممتعة. باتيما أميرة في قريتها تحت الأرض، تهوى الاستكشاف ومكانها المفضل هو «منطقة الخطر» الذي تمنع قريتها الناس من دخوله. خلال جولتها المعتادة في «منطقة الخطر» تواجه باتيما أحداث غير متوقعة. حين تأتي الأسرار الخفية للضوء، وتبدأ القصة تتكشف..

## الشخصيات
- باتيما (パ テ マ پاتيما)

مؤدي الصوت: يوكيو فوجي
- إج (エ イ ジ إيجي)

مؤدي الصوت: نوبوهيكو أوكاموتو
- بورتا (ポ ル タ پورتا)

مؤدي الصوت: شينتارو أوهاتا
- الأكبر (ジ ィ جي)

مؤدي الصوت: شينيا فوكوماتسو
- لاغوس (ラ ゴ ス راغوسو)

مؤدي الصوت: ماسايوكي كاتو
- جاكو (ジ ャ ク جاكو)

مؤدي الصوت: هيروكي ياسوموتو
- كاهو (カ ホ كاهو)

مؤدي الصوت: مايا أوشيدا
- إزامورا (イ ザ ム ラ إزامورا)

مؤدي الصوت: تاكايا هاشي